# إيه آي إيه غروب
إيه آي إيه غروب هي شركة تأمين أمريكية يقع مقرها الرئيسي في هونغ كونغ وهي أكبر شركة تأمين على الحياة والأوراق المالية في منطقة آسيا والمحيط الهادئ.